# 사이버커넥트2
사이버커넥트2는 일본에 위치한 비디오 게임 개발사이다. 1996년 후쿠오카시에 "사이버커넥트"라는 사명으로 설립됐으며, 이후 2001년 현 사명으로 변경해 유지하고 있다.
대표 작품으로 《.hack》, 《리틀 테일 브롱스》, 《나루토》 프랜차이즈 기반 게임들이 있다.

## 역사
2016년, 캐나다 몬트리올에 스튜디오를 설립해 사이버커넥스2의 인력을 국제시장으로 확장했다.

## 게임 목록
| 출시일           | 제목                                      | 플랫폼 | 배급사                                             |
| ---------------- | ----------------------------------------- | --- | -------------------------------------------------- |
| 1998년 4월 16일  | 테일 콘체르토                             | 플레이스테이션                                                                                             | 반다이                                             |
| 1999년 10월 28일 | 사일런트 보머                             | 플레이스테이션                                                                                             | 반다이                                             |
| 2002년 6월 20일  | .hack//Infection                          | 플레이스테이션 2                                                                                           | 반다이                                             |
| 2002년 9월 9일   | .hack//Mutation                           | 플레이스테이션 2                                                                                           | 반다이                                             |
| 2002년 12월 12일 | .hack//Outbreak                           | 플레이스테이션 2                                                                                           | 반다이                                             |
| 2003년 4월 10일  | .hack//Quarantine                         | 플레이스테이션 2                                                                                           | 반다이                                             |
| 2003년 10월 23일 | 나루토: 나루티밋 히어로                   | 플레이스테이션 2                                                                                           | 반다이                                             |
| 2004년 9월 30일  | 나루토: 나루티밋 히어로 2                 | 플레이스테이션 2                                                                                           | 반다이                                             |
| 2005년 11월 23일 | .hack//frägment                           | 플레이스테이션 2                                                                                           | 반다이                                             |
| 2005년 12월 22일 | 나루토: 나루티밋 히어로 3                 | 플레이스테이션 2                                                                                           | 반다이                                             |
| 2006년 3월 30일  | 나루토 포터블: 무환성의 권                | 플레이스테이션 포터블                                                                                      | 반다이                                             |
| 2006년 10월 24일 | .hack//G.U. Vol. 1//Rebirth               | 플레이스테이션 2                                                                                           | 반다이 남코 게임스                                 |
| 2007년 4월 5일   | 나루토 질풍전: 나루티밋 엑셀              | 플레이스테이션 2                                                                                           | 반다이 남코 게임스                                 |
| 2007년 5월 8일   | .hack//G.U. Vol. 2//Reminisce             | 플레이스테이션 2                                                                                           | 반다이 남코 게임스                                 |
| 2007년 8월 28일  | 나루토: 나루티밋 포터블 제로              | 플레이스테이션 2                                                                                           | 반다이 남코 게임스                                 |
| 2007년 9월 10일  | .hack//G.U. Vol. 3//Redemption            | 플레이스테이션 2                                                                                           | 반다이 남코 게임스                                 |
| 2007년 12월 20일 | 나루토 질풍전: 나루티밋 엑셀 2            | 플레이스테이션 2                                                                                           | 반다이 남코 게임스                                 |
| 2008년 11월 4일  | 나루토: 나루티밋 스톰                     | 플레이스테이션 3                                                                                           | 반다이 남코 게임스                                 |
| 2009년 12월 10일 | 나루토 질풍전: 나루티밋 엑셀 3            | 플레이스테이션 포터블                                                                                      | 반다이 남코 게임스                                 |
| 2010년 3월 4일   | .hack//Link                               | 플레이스테이션 포터블                                                                                      | 반다이 남코 게임스                                 |
| 2010년 10월 14일 | 나루토 질풍전: 나루티밋 스톰 2            | 플레이스테이션 3, 엑스박스 360                                                                             | 반다이 남코 게임스                                 |
| 2010년 10월 28일 | 소라토로보                                | 닌텐도 DS                                                                                                  | 반다이 남코 게임스                                 |
| 2011년 10월 20일 | 나루토 질풍전: 나루티밋 임팩트            | 플레이스테이션 포터블                                                                                      | 반다이 남코 게임스                                 |
| 2012년 2월 21일  | 아수라의 분노                             | 플레이스테이션 3, 엑스박스 360                                                                             | 캡콤                                               |
| 2012년 2월 23일  | 나루토 질풍전: 나루티밋 스톰 제너레이션즈 | 플레이스테이션 3, 엑스박스 360                                                                             | 반다이 남코 게임스                                 |
| 2012년 6월 28일  | .hack//Versus                             | 플레이스테이션 3                                                                                           | 반다이 남코 게임스                                 |
| 2013년 3월 5일   | 나루토 질풍전: 나루티밋 스톰 3            | 플레이스테이션 3, 엑스박스 360                                                                             | 반다이 남코 게임스                                 |
| 2013년 8월 29일  | 죠죠의 기묘한 모험 올 스타 배틀           | 플레이스테이션 3                                                                                           | 반다이 남코 게임스                                 |
| 2013년 4월 23일  | 섀도 이스케이퍼                           | iOS, 안드로이드                                                                                            |                                                    |
| 2013             | 나루토 온라인                             | 브라우저                                                                                                   | 반다이 남코 게임스, 텐센트 게임스, 오아시스 게임스 |
| 2014년 3월 3일   | 사신 메시아                               | iOS, 안드로이드                                                                                            |                                                    |
| 2014년 3월 25일  | 리틀 테일 스토리                          | iOS, 안드로이드                                                                                            | 반다이 남코 게임스                                 |
| 2014년 9월 11일  | 나루토 질풍전: 나루티밋 스톰 레볼루션     | 플레이스테이션 3, 엑스박스 360, 마이크로소프트 윈도우                                                      | 반다이 남코 게임스                                 |
| 2014년 10월 30일 | 파이널 판타지 VII G바이크                 | iOS, 안드로이드                                                                                            | 스퀘어 에닉스                                      |
| 2015년 3월 30일  | 풀 보코 히어로즈 X                        | iOS, 안드로이드                                                                                            | 드레콤                                             |
| 2015년 12월 17일 | 죠죠의 기묘한 모험 Eyes of Heaven         | 플레이스테이션 3, 플레이스테이션 4                                                                         | 반다이 남코 엔터테인먼트                           |
| 2016년 1월 8일   | .hack//New World                          | iOS, 안드로이드                                                                                            | 반다이 남코 엔터테인먼트                           |
| 2016년 2월 4일   | 나루토 질풍전: 나루티밋 스톰 4            | 플레이스테이션 4, 엑스박스 원, 닌텐도 스위치, 마이크로소프트 윈도우                                        | 반다이 남코 엔터테인먼트                           |
| 2017년 7월 27일  | 나루토 질풍전: 나루티밋 스톰 트릴로지     | 플레이스테이션 4, 엑스박스 원, 닌텐도 스위치, 마이크로소프트 윈도우                                        | 반다이 남코 엔터테인먼트                           |
| 2017년 11월 1일  | .hack//G.U. Last Recode                   | 마이크로소프트 윈도우, 플레이스테이션 4                                                                    | 반다이 남코 엔터테인먼트                           |
| 2022년 3월 10일  | .hack//G.U. Last Recode                   | 닌텐도 스위치                                                                                              | 반다이 남코 엔터테인먼트                           |
| 2020년 1월 17일  | 드래곤볼 Z: 카카로트                      | 플레이스테이션 4, 엑스박스 원, 닌텐도 스위치, 마이크로소프트 윈도우                                        | 반다이 남코 엔터테인먼트                           |
| 2021년 7월 29일  | 전장의 푸가                               | 플레이스테이션 4, 플레이스테이션 5, 엑스박스 원, 엑스박스 시리즈 X/S, 닌텐도 스위치, 마이크로소프트 윈도우 | 사이버커넥트2                                      |
| 2021년 10월 15일 | 귀멸의 칼날 히노카미 혈풍담               | 플레이스테이션 4, 플레이스테이션 5, 엑스박스 원, 엑스박스 시리즈 X/S, 닌텐도 스위치, 마이크로소프트 윈도우 | 애니플렉스, 세가                                   |
| 2022년 9월 2일   | 죠죠의 기묘한 모험 올 스타 배틀 R         | 플레이스테이션 4, 플레이스테이션 5, 엑스박스 원, 엑스박스 시리즈 X/S, 닌텐도 스위치, 마이크로소프트 윈도우 | 반다이 남코 엔터테인먼트                           |
| 2022년 5월 11일  | 전장의 푸가 2                             | 플레이스테이션 4, 플레이스테이션 5, 엑스박스 원, 엑스박스 시리즈 X/S, 닌텐도 스위치, 마이크로소프트 윈도우 | 사이버커넥트2                                      |
| 미정             | 도쿄 오거 게이트                          | 플레이스테이션 4, 엑스박스 원, 닌텐도 스위치, 마이크로소프트 윈도우                                        | 사이버커넥트2                                      |
| 미정             | 세실                                      | 플레이스테이션 4, 엑스박스 원, 닌텐도 스위치, 마이크로소프트 윈도우                                        | 사이버커넥트2                                      |

## 참조

### 내용주
1. ↑  일본어: 株式会社サイバーコネクトツー, 영어: CyberConnect2 Co., Ltd.